# Крыжановский, Дмитрий Андреевич
Дми́трий Андре́евич Крыжано́вский (28 мая [5 июня] 1871, Иркутск, Российская империя — 1942, Ленинград, СССР) — русский архитектор. Был одним из крупнейших мастеров петербургского модерна. Построил свыше ста зданий, в том числе множество домов, во многом определивших облик Петроградской стороны и других районов Санкт-Петербурга. Член правления, старшина Общества архитекторов в Петербурге — Петрограде — Ленинграде (до 1933), с 1933 — член правления Ленинградского отделения Союза советских архитекторов (ЛОССА), член редакционной комиссии Ежегодника ЛОССА (1940).

## Образование
Дмитрий Крыжановский родился 27 мая 1871 года в Иркутске в семье потомственного дворянина Киевской губернии Андрея Ивановича Крыжановского и его супруги Елены Яковлевны. В 1880—1888 годах он учился в Иркутском техническом училище, по окончании которого продолжил образование в Императорской академии художеств в Санкт-Петербурге. За студенческие работы был награждён малой и большой серебряными медалями. В ходе практики работал помощником у архитекторов К. Ф. Альтмана и А. А. Степанова (1891), Александра фон Гогена (1892), Александра Иванова (1893—1894), Александра Красовского (1894) и Павла Сюзора (1894—1895). В 1896 году он самостоятельно построил на Всероссийской выставке в Нижнем Новгороде металлический павильон «Общества Брянских заводов», в проекте которого использовал стальные несущие конструкции как декоративный элемент, имитирующий фахверк. На завершающем этапе обучения его профессором-руководителем выступил Антоний Томишко, известный мастер «кирпичного стиля». В 1896 году Крыжановский закончил обучение и был удостоен звания художника-архитектора.

## Деятельность
После академии в 1896—1897 годах Крыжановский работал у архитектора Роберта-Фридриха Мельцера, в 1898—1890 годах заведовал художественным отделом фабрики братьев Оффенбахер. В 1899 году он вместе с Александром Векшинским работал над проектом здания Электротехнического института императора Александра III. В 1899—1904 годах он служил техником в городской управе, и параллельно в 1903—1910 годах работал архитектором Петропавловской больницы.

### Архитектурная практика
Параллельно с работой в фирмах и учреждениях Крыжановский вёл собственную архитектурно-строительную практику. В архивах за 1897—1916 годы сохранилось более 150 заявок на строительные работы от возведения многоэтажных жилых домов до устройства выгребных ям. Крыжановский не только возводил здания по собственным проектом, но и выступал строителем-подрядчиком в проектах своих коллег. Первый жилой дом по его проекту был построен в Петербурге в 1899 году на улице Котовского, 4. Фасад здания Крыжановский решил симметрично со слегка выступающими боковыми ризалитами, и этот приём в дальнейшем использовал в домах на улице Воскова, 23 (1902); Большой Посадской, 4 (1902); улице Моисеенко, 3 — 9-й Советской, 14 (1903); улице Лизы Чайкиной, 18 (1905); Курляндской улице, 19—21 (1910—1912); улице Рентгена, 7 (1910); улице Подрезова, 26Б (1911); улице Мира, 31 (1913—1914). Крыжановский построил множество домов на Петроградской стороне, и его работы играют значительную роль в её архитектурном ландшафте. Только на Большом проспекте П.С. он построил или перестроил дома № 18, 38—40, 43, 70—72, 98. На улицы Лизы Чайкиной (дома 10, 17, 18), Малом Проспекте П. С. (дома 27, 42, 60) его проекты формируют большие массивы застройки. Многие здания Крыжановского стали заметными ориентирами.
Крыжановский придерживался эклектического метода, сочетая архитектурные стили без явного предпочтения одного из них. В его работах встречается ранний модерн (дом купчихи А. С. Коровиной на улице Мира, 36), конструктивные элементы готической архитектуры (дом Е. Ф. Овчинникова на улице Большая Зеленина, 21) и неоготические художественные решения (дом С. В. Френкеля на Таврической улице, 4). В архитектуре дач близ Сестрорецка и в Царском Селе, а также дачи Николая Свинягина на Каменном острове (Большая аллея, 10) архитектор сочетал элементы модерна и фахверковый декор. Крыжановского интересовало практическое воплощение неорусского стиля в архитектуре многоквартирного жилого дома, и в 1908—1909 годах построил на Мытнинской улице, 5 — Старорусской улице, 2 доходный дом для П. М. Станового, в решении которого пластика неорусского стиля сочетается с элементами северного модерна. Тот же подход архитектор использовал в проекте дачи на 2-й Берёзовой аллее, 12 на Каменном острове. Дома на Зверинской улице, 33 (1913—1914), Большом проспекте П.С., 98 (1910—1911), Суворовском проспекте, 39 — 9-й Советской улице, 9 (1913—1914) и часовню Петропавловской больницы на набережной реки Карповки, 4 (совм. с А. П. Гоголицыным) он выполнил в русле неоклассицизма. В проекте доходного дома Р. И. Берштейна на Каменноостровском проспекте, 54 — улице Профессора Попова, 31 архитектор использовал множество модерновых элементов, которые дополнил углублённым порталом, решённым в форме классицистической кессонированной экседры.
Примечательны нереализованные проекты и архитектурные фантазии Крыжановского. Так в опубликованном в 1906 году проекте доходного дома он работал с элементами неоготики и крепостной архитектуры. Конкурсный проект Киево-Лыбедской Троицкой церкви (1909 год) архитектор решил как «храм-град» или «храм-монастырь», сочетающий традиционную церковную архитектуру с элементами крепостной архитектуры. А в проекте училища на Выборгской улице Крыжановский совместил строгий отделочный кирпич и барочную лепнину.

### Общественная работа
Крыжановский вёл активную общественную деятельность. Он был секретарём «Общества петербургских художников», входил в "Общество архитекторов-художников, созданного для нравственной, технической и материальной взаимопомощи в профессиональном сообществе и популяризации новых материалов и технологий. В 1907—1917 годах Крыжановский входил в правление «Петербургского общества архитекторов», а с 1915 — просветительского «Общества архитектурных знаний Петрограда». В качестве делегата архитектурных обществ он участвовал в мероприятиях Союза инженеров и участвовал в съезде цементных техников и заводчиков. Входил в экспертные комиссии по выработке способа оценки незастроенной или слабо застроенной земли (которую владельцы придерживали в расчёте на рост цены) и выработке правил о кинематографических заведениях (которая курировала устройство кинотеатров в существующих и новых зданиях). С 1910 года Крыжановский был гласным городской Думы, где занимался вопросами строительного дела и городского благоустройства, входил в комиссии по обследованию строений, выяснению причин строительных катастроф и борьбе с пожарной опасностью. С февраля по июль 1917 года Крыжановский занимал пост начальника городской милиции. Архитектор также организовал общее собрание архитектурных обществ Петрограда для подготовки рекомендаций к новому городскому положению (1916) и стал инициатором создания Всероссийского союза зодчих.

### Послереволюционные годы
В годы Гражданской войны Крыжановский занимался военно-полевыми укреплениями Красной армии. В 1920 году был отправлен по административной линии в Вологду, заведовал отделом городского благоустройства, руководил художественным отделением вологодского губполитпросвета, был заведующим и преподавателем Вологодского художественного техникума. Работал над генеральными планами города Луначарск в Кадниковском уезде Вологодской губернии и Октябрьского посёлка-сада.
По возвращении в Ленинград в 1923 Крыжановский стал заведующим Производственного бюро Академии художеств. В этом качестве он руководил восстановлением лепного декора Екатерининского дворца, Эрмитажа в Царском Селе и Государственного академического театра оперы и балета, реставрационными работами в ЛГУ, руководил работами по формовке и отливке из гипса фигуры к памятнику Георгию Плеханову авторства Ильи Гинцбурга, сооружением пьедестала памятника Фердинанду Лассалю в районе Путиловского завода. Во второй половине 1924 года работал производителем работ в Отделе коммунального хозяйства Петроградского исполкома, занимался восстановлением и ремонтом домов (в том числе № 35 по улице Декабристов, № 38—40 по улице Куйбышева; № 7 по Измайловскому проспекту; № 15—17 по Астраханской улице). Проектировал и строил дома по собственным проектам, преподавал в ЛИИЖТе.
В 1932 году Крыжановский вошёл в ликвидационную комиссию, которая курировала объединение архитектурных обществ в единый Союз советских архитекторов, после чего был избран в правление Ленинградского отделения ССА. В рамках этой организации он участвовал в различных экспертизах, в том числе проекта реконструкции Чесменского дворца, качества наружных отделочных работ жилого дома Ленфильма (Малая Посадская улица, 4А) по запросу строившего дом Д. Г. Фомичева, входил в комиссию по оценке состояния Выборгского католического кладбища в связи с переносом немногочисленных сохранённых могил в Александро-Невскую лавру и на Литераторские мостки, занимался обследованием и охраной памятников.

## Смерть
После начала войны летом 1941 года Крыжановский вместе с коллегами занимался подготовкой бомбоубежищ Ленинграда. После начала блокады остался в городе, занимался спасением люстр и иконостаса Казанского собора. Умер от истощения в январе 1942 года в квартире № 5 дома по адресу ул. Гоголя, 17. Место его захоронения неизвестно. Имя Крыжановского увековечено на установленной в Доме архитектора мемориальной доске в память зодчих, погибших в годы войны.

## Личная жизнь

### Семья
В 1893 году ещё студентом Императорской академии художеств Крыжановский женился на вдове Варваре Станиславовне Бавакиной. Из адресных книг следует, что с 1915 года они проживали раздельно, после 1917 года записей о ней нет. Второй супругой архитектора стала Ида Густавовна (1878—1943), в брак с которой тот вступил не позднее 1924 года. Она пережила мужа на год, умерла в блокадном Ленинграде в марте 1943 года, похоронена на Волковском кладбище.

### Хобби
Крыжановский увлекался музыкой, был специалистом по истории и теории музыкальной культуры и преподавал в музыкальной студии. Неоднократно сам выступал в качестве певца. В последние годы работал над книгой «Физика голоса», которую не смог завершить из-за начала войны.

### Адреса
В студенческие годы Крыжановский жил на 5-й линии В.О., 38 и на Съездовской линии, 15. В 1903 году — на Полтавской улице, 3. Архитектор много лет прожил на Петроградской стороне: на набережной реки Карповки, 27 (по этому адресу находилась мебельная фабрика Мельцера), в доме на месте современного здания № 25А по Чкаловскому проспекту; в доме № 32 по Каменноостровскому проспекту — № 47 по Большой Пушкарской, который сам построил. В 1906—1911 годах он также арендовал участок для дачи на Каменном острове. С 1923 года Крыжановский жил на Большой Конюшенной улице, 5; а его последний адрес — Малая Морская улица, 17.

## Награды
- 1901 — ордена Святого Станислава 3-й степени (за проект церкви во имя Св. Архистратига Михаила в немецком курортном городке Герберсдоф)
- 1912 — Орден Святой Анны 3-й степени за постройку церковного дома в Дюнах.

## Проекты

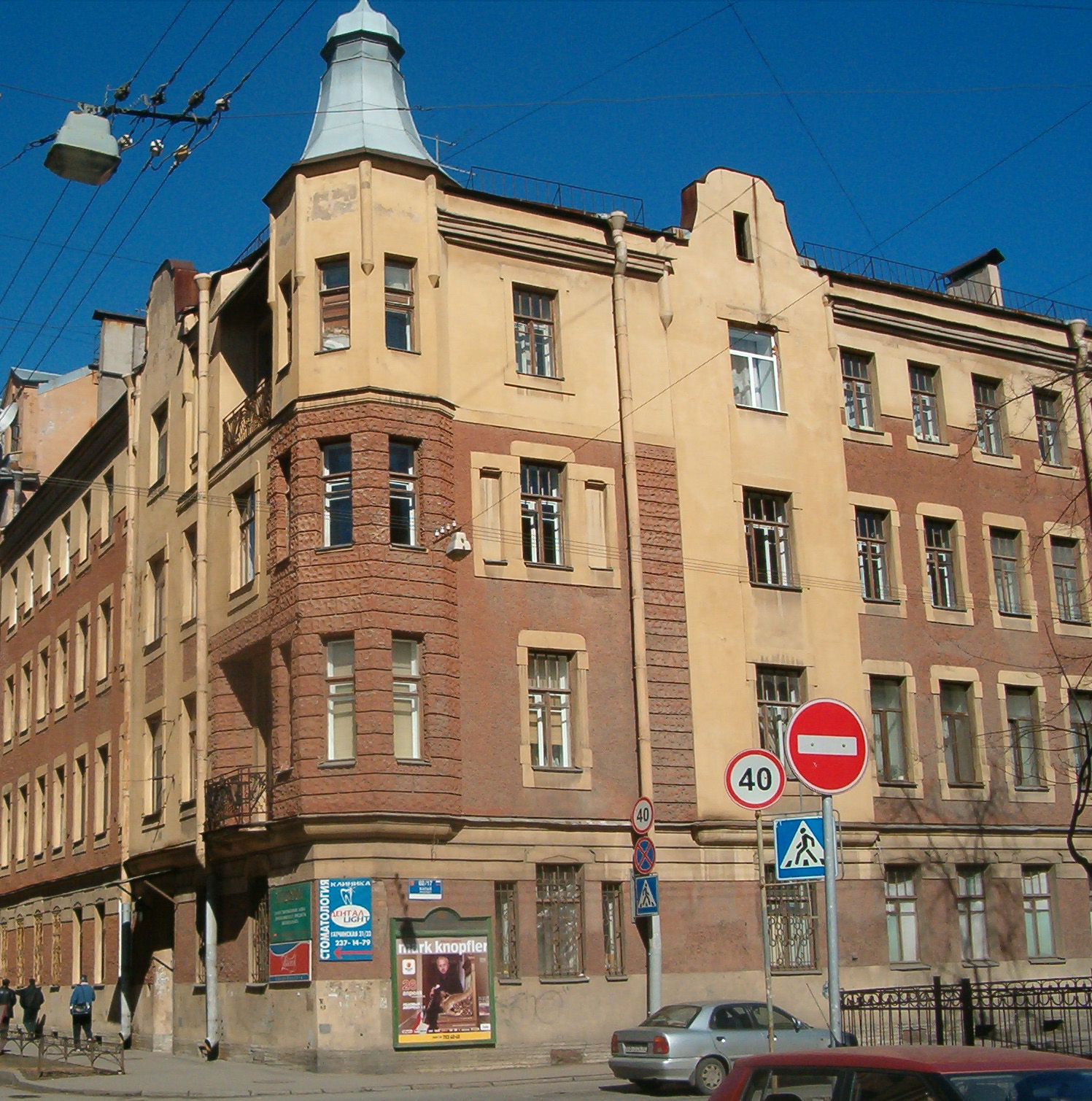
Гатчинская ул., 17/60

Несмотря на значительный вклад в архитектурный облик Санкт-Петербурга, Крыжановский остался почти не известен после своей смерти. Первая научная заметка о нём была опубликована к его 70-летию в «Архитектуре Ленинграда» (2 за 1941 год). В 1979 году в каталоге выставки «Зодчие Петербурга» был впервые опубликован неполный список его работ. Системное исследование творчества Крыжановского началось в 1990-х годах.
За 50 лет, которые Крыжановский проработал в Санкт-Петербурге, Петрограде и Ленинграде он построил более 100 зданий. На начало 1990-х было известно о 60 сохранившихся домах. Часть проектов архитектора имеет охранный статус: так Церковь Знамения Пресвятой Богородицы на Тверской улице включена в список объектов культурного наследия федерального значения, два здания охраняются как памятники местного значения, ещё 17 построек на 2016 год имели статус выявленных объектов культурного наследия.
- Улица Котовского, д. 4 — доходный дом. 1899.
- Проспект Бакунина, д. 2, средняя часть — доходный дом А. И. Галунова. 1900.
- Кожевенная линия, д. 31 — корпуса кожевенной фабрики наследников Егорова. 1900.
- Кирилловская улица, д. 6 — доходный дом. 1901.
- Большой проспект Петроградской стороны, д. 43 — доходный дом. 1901—1902.
- Большая Зеленина улица, д. 21  памятник архитектуры (вновь выявленный объект)[9] — доходный дом Е. Ф., В. Е. и Г. Е. Овчинниковых. 1902.
- Улица Ленина, д. 25 (фото)  памятник архитектуры (вновь выявленный объект)[9] — доходный дом М. Т. Стрелина. 1902. Крупное здание в стиле модерн. Своеобразие дому придают два эркера плавных очертаний, завершенные куполами и фронтоном между ними. Эркеры на уровне третьего и пятого этажей соединены балконами с ажурными металлическими решётками. Плоскости стен оживлены изысканными декоративными вставками. В отделке фасада использовано сочетание светлой и более тёмной плитки. Окна верхних этажей выделяются полукруглой аркой.
- Большая Посадская улица, д. 4 — доходный дом. 1902.
- Бармалеева улица, д. 32 — доходный дом. 1902.
- Улица Воскова, д. 23 — доходный дом. 1902.
- Улица Мира, д. 36 — доходный дом. 1902.
- Каменноостровский проспект, д. 43 — доходный дом Гвоздева и Бардиной, 1903.
- 9-я Советская улица, д. 14 / улица Моисеенко, д. 3 — доходный дом. 1903.
- Малый проспект Петроградской стороны, д. 60 / Гатчинская улица, д. 17 — доходный дом. 1903.
- Малый проспект Васильевского острова, д. 35 — доходный дом. 1903, 1907.
- 5-я Советская улица, д. 16 — доходный дом. 1904.
- Малодетскосельский проспект, д.9/Верейская улица, д.33 — доходный дом. 1904.
- Малый проспект Петроградской стороны, д. 27/Красносельская улица, д. 16 — Мончегорская улица, д. 13 — доходный дом. 1904. Ровная штукатурка стен верхних этажей сменяется внизу рустовкой облицовочного камня более тёмного цвета. Середины фасадов украшены немного выступающими эркерами, завершёнными полукруглой аркой. На втором этаже скошенного угла расположен небольшой балкон с металлической решёткой с цветочным орнаментом. По обе стороны от угла расположены два портала в виде полукруглых арок. Нижний этаж выделен большими окнами. Орнамент на простенках второго, третьего и четвёртого этажей и между окнами оживляет строгий фасад.
- Улица Ленина, д. 28 — 1904. Пятиэтажный доходный дом с чёткими членениями и сочетаниями плоскости разных фактур. В центре — эркер, завершённый башенкой. По обе стороны от эркера дом завершается высокими фронтонами. Индивидуальность здания придает сложный декор: светлая отделочная плитка, тёмные оштукатуренные детали, рельефы, тёмная рустовка первого этажа. Декор равномерно распределён на плоскости фасада.
- Петропавловская улица, д. 1 — лаборатория и аудитория Суворовского корпуса Петропавловской больницы. Пристройка. 1904.
- Малая Пушкарская улица, д. 26 — доходный дом. 1904.
- Астраханская улица, д. 26 — доходный дом. 1904.
- Расстанная улица, д. 25 — церковный дом Волковского кладбища. Надстройка. 1904.
- Саратовская улица, д. 3 — доходный дом. 1904—1905.
- Дерптский переулок, д. 15 / Курляндская улица, д. 11 — доходный дом. 1904—1905.
- Улица Лизы Чайкиной, д. 18 — доходный дом. 1905. Пятиэтажное здание с более высокими средними этажами. Фасад на первом этаже гладкий, на остальных этажей разнообразно декорирован. Стены отделаны облицовочной плиткой и естественным камнем. Чёткие вертикальные членения фасада подчеркивают устремленность здания ввысь. Четыре балкона с разнообразно декорированными металлическими решётками симметрично расположены на втором, третьем и четвёртом этажах. Окна второго и третьего этажей полукруглые, подчёркнутые лепными арками на втором этаже и полукруглыми проёмами с лепниной третьего этажа. Окна первого, четвёртого и пятого этажей прямоугольные. Боковые части здания украшены пилястрами на втором этаже, балконами с каменной резьбой и пилястрами, завершающимися женскими бюстами на четвёртом этаже, и полукруглыми фронтонами.
- Рыбацкая улица, д. 2, средняя часть — доходный дом. 1905.
- Улица Блохина, д. 21 — доходный дом. Надстройка. 1905. Пятиэтажное, компактное здание, его отличают мягкость, плавность линий и форм, вытекающих друг из друга. Выделяется правая угловая часть здания, где находится вход в виде полукруглой арки. Середина дома подчеркивается небольшим фронтоном и куполом. На втором этаже симметрично расположены два небольших балкона с ажурными металлическими решётками. В отделке фасада применена плитка.
- Ропшинская улица, д. 1 — доходный дом. Надстройка и расширение. 1905.
- Каменноостровский проспект, д. 10-12  памятник архитектуры (вновь выявленный объект)[9] — доходные дома Г. А. Александрова. 1905—1906. При участии П. М. Мульханова.
- Смоленская улица, д. 3-5  памятник архитектуры (вновь выявленный объект)[9] — доходный дом Н. П. Зеленко. 1905—1906.
- Большая аллея, д. 10 — особняк Н. С. Свиягина, 1905—1906.
- 9-я линия, д. 54 — доходный дом. 1905—1906. Начат К. Э. Маккензеном. (Надстроен).
- Каменноостровский проспект, д. 45 памятник архитектуры (вновь выявленный объект)[9], правая часть — доходный дом Гвоздева и Бардиной. 1903.
- Таврическая улица, д. 43  памятник архитектуры (вновь выявленный объект)[9] — доходный дом С. Ф. Френкеля. 1906.
- Улица Академика Лебедева, д. 11-13 — доходный дом. Перестройка. 1906.
- 10-я Советская улица, д. 18/Кирилловская улица, д. 18 — доходный дом. 1906.

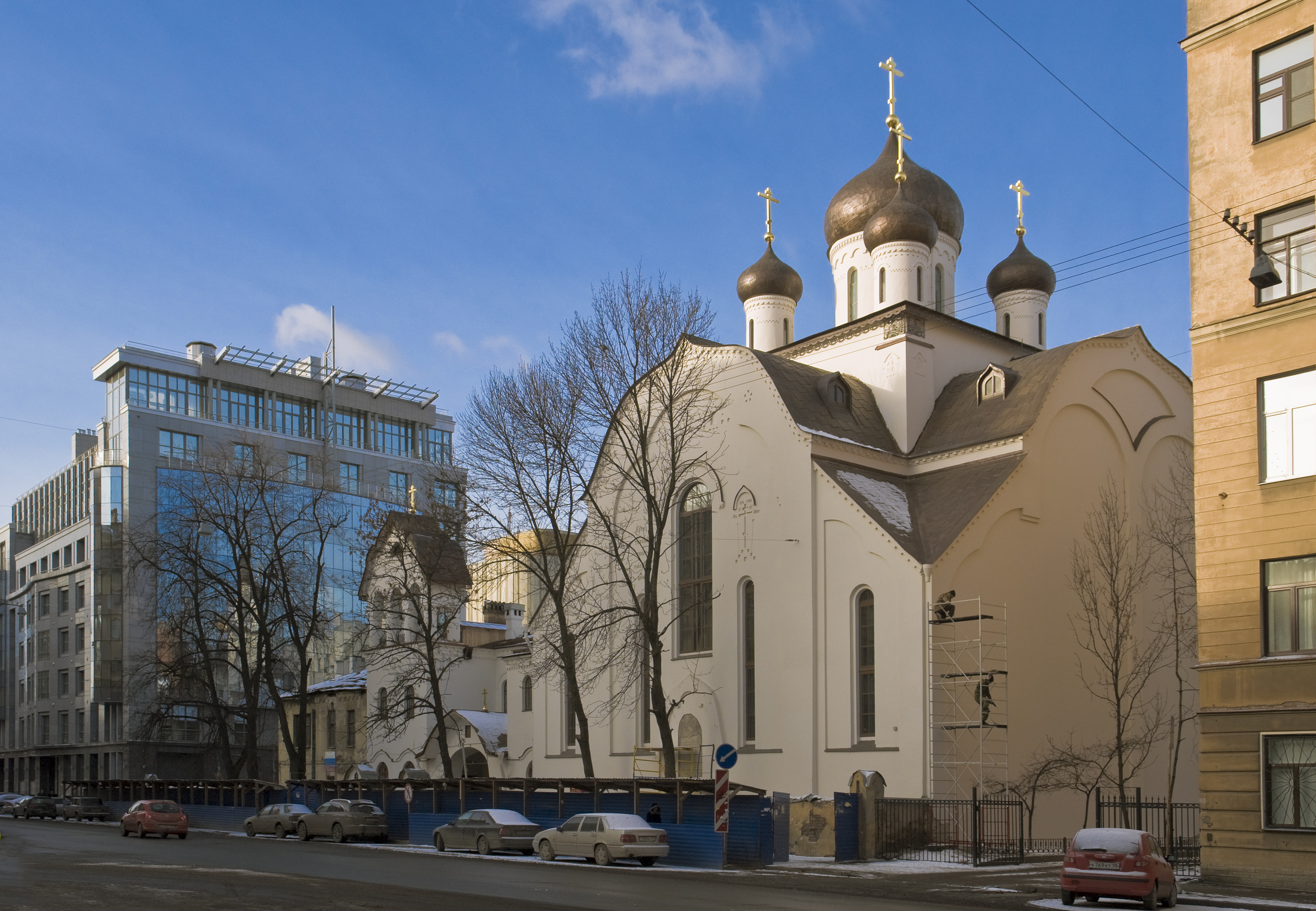

- Тверская улица, д. 8 — Знаменская церковь старообрядцев Поморского согласия. 1906—1907.
- Мытнинская улица, д. 5 / Старорусская улица, д. 2.  памятник архитектуры (вновь выявленный объект)[9] Дом П. М. Станового 1908—1909.
- 7-я линия, д. 26  памятник архитектуры (вновь выявленный объект)[9] — доходный дом А. А. Большакова. 1909.
- Улица Воскова, д. 12 — доходный дом. 1909.
- Улица Рентгена, д. 7  памятник архитектуры (вновь выявленный объект)[9] — доходный дом М. Я. Стельп. 1910.
- Улица Лизы Чайкиной, д. 17 — доходный дом. 1910. Украшен симметрично расположенными эркерами второго четвёртого этажей, который делят фасад на равные части, и башенками на крыше.
- Каменноостровский проспект, д. 54 / ул. Профессора Попова, д. 31  памятник архитектуры (вновь выявленный объект)[9] — доходный дом Р. И. Бернштейна с курдонёром и оградой. 1910—1911.
- Большой проспект Петроградской стороны, д. 98 — доходный дом. 1910—1911.
- Курляндская улица, д. 21 — доходный дом. 1910—1912.
- Подрезова улица, д. 26б — улица Подковырова, д. 43б  памятник архитектуры (вновь выявленный объект)[9] — доходный дом Н. А. Бороздина (2 корпуса с палисадником и металлической оградой), 1911.[10]
- 5-я линия, д. 66 — доходный дом. Перестройка. 1911.
- Набережная реки Фонтанки, д. 127/Вознесенский проспект, д. 57 — доходный дом. Надстройка. 1911. (Реконструирован).
- Можайская улица, д. 42 — доходный дом. Перестройка. 1911—1912.
- Тверская улица, д. 13 — доходный дом. 1911—1912.
- Рижский проспект, д. 44, двор — доходный дом. 1911—1912.
- Введенская улица, д. 14 — доходный дом. 1912. Левая угловая часть здания — эркер, завершённый куполом, центр отступает вглубь, выдающаяся вперёд правая часть симметрична эркеру.
- Большой проспект Петроградской стороны, д. 38-40 / Ижорская улица, д. 1 / Колпинская улица, д. 2 — доходный дом. Надстройка. 1912.
- Улица Лизы Чайкиной, д. 10 — доходный дом, неоклассицизм, 1912—1913. В украшении фасада применён естественный камень, рустика, лепнина не карнизе. В центре здания расположен ризалит, завершающийся большим балконом с ажурными металлическими решётками. Прямоугольные окна на втором и четвёртом этажах сочетаются с полукруглыми на третьем. Ризалит подчеркивает фронтон криволинейной формы с четырьмя прямоугольными узкими окнами. Портал оформлен стрельчатой аркой и симметрично расположенными двумя прямоугольными проёмами. Для его выделения использована более тёмная рустовка.
- Большой проспект Петроградской стороны, д. 70-72 / Подрезова улица, д. 2 / улица Подковырова, д. 5  памятник архитектуры (вновь выявленный объект)[9] — доходный дом Ф. Ф. Утемана. 1912—1913. Совместно с А. А. Стаборовским.
- Малый проспект Петроградской стороны, д. 42 / Большая Зеленина улица, д. 2  памятник архитектуры (вновь выявленный объект)[9] — доходный дом А. С. Каценельсона. Завершение. 1912—1913. Начат в 1910 году С. Г. Гингером при участии В. В. Корвин-Круковского
- Петропавловская улица, д. 1 — здание терапевтического отделения Петропавловской больницы. 1913—1914. Совместно с А. П. Гоголицыным.
- Набережная реки Карповки, д. 4 — часовня Петропавловской больницы. 1913—1914. Совместно с А. П. Гоголицыным.
- Выборгская набережная, д. 59  памятник архитектуры (вновь выявленный объект)[9] — жилой дом в составе комплекса построек Николаевской мануфактуры акционерного общества «Воронин, Лютш и Чешер», 1913—1914.
- Зверинская улица, д. 33 памятник архитектуры (вновь выявленный объект)[9] — доходный дом Ш. Ш. Яполутера. 1913—1914.
- Улица Мира, д. 31 — доходный дом. 1913—1914.
- Съезжинская улица, д. 12 — шестиэтажный доходный дом (1913—1914). В отделке естественные материалы с разнообразной фактурой поверхности сменяются ровной штукатуркой, сочетающейся с гранитной облицовкой первого этажа. Гладкая центральная часть фасада заключена между двумя пилястрами. Третий и пятый этажи украшены симметрично расположенными балконами с ажурными решётками. Окна на верхнем этаже расположены между небольшими пилястрами.
- 9-я Советская улица, д. 9/Суворовский проспект, д. 30 — доходный дом А. М. Стрелина. 1913—1914.
- Большой проспект Петроградской стороны, д. 18, правая часть — Пионерская улица, д. 6  памятник архитектуры (вновь выявленный объект)[9] — доходный дом Н. Я. и Ф. Я. Колобовых. 1913—1915. Участие. Автор-строитель П. М. Мульханов.
- Сытнинская улица, д. 16 / улица Воскова, д. 25 — доходный дом. 1914.

Другие постройки
- Церковь в Герберсдорфе.
- Женская гимназия в Порхове.
- Дачи в Царском Селе, на Каменном острове, Карельском перешейке.